# Церква всіх святих українського народу (Петриків)
Церква всіх святих українського народу в Петрикові — парафія і храм греко-католицької громади Великоглибочанського деканату Тернопільсько-Зборівської архієпархії Української греко-католицької церкви в селі Петриків Тернопільського району Тернопільської области.

## Історія церкви
Парафія Всіх Святих українського народу була утворена в січні 1999 року. На Різдвяні свята того ж року отець-митрат Василій Семенюк освятив хрест на місці майбутньої церкви. Спочатку богослужіння проводилися біля цього хреста, оскільки парафія ще не була чисельною. У 2004 році була збудована каплиця, яку освятив єпископ-помічник Василій Семенюк 3 жовтня 2004 року. Це сприяло збільшенню кількості парафіян.
29 жовтня 2005 року на парафії розпочалася свята місія, під час якої владика Тернопільсько-Зборівської єпархії Михаїл Сабрига освятив наріжний камінь під будівництво церкви. Усі роботи виконувалися силами парафіян, а проєкт розробив архітектор Віктор Бабій. Будівництво завершилося, і храм був освячений 21 липня 2013 року митрополитом-архиєпископом Василієм Семенюком разом з іншими священниками.
На парафії діє недільна катехитична школа, а також спільноти «Матері в молитві», Марійська і Вівтарна дружини.

## Парохи
- о. Віктор Здеб (з 1999).